# Chymomyza clavata
Chymomyza clavata är en tvåvingeart som beskrevs av Toyohi Okada 1981. Chymomyza clavata ingår i släktet Chymomyza och familjen daggflugor. Inga underarter finns listade i Catalogue of Life.